# Гекдепе
Гекдепе (туркм. Gökdepe) — місто в Ахалському велаяті Туркменістану, центр Гекдепинського етрапу. Розташований в оазі Ахал-Теке, у передгір’ях Копетдагу.

## Історія
Гекдепе має особливу роль в історії Туркменістану, оскільки наприкінці XIX ст. тут знаходилась фортеця Геок-Тепе, яка стала останнім форпостом захисту туркмен від російської експансії. У 1878 році російські війська зробили першу невдалу спробу захопити її, однак після тривалого опору туркмен російські війська генерала Скобелєва змогли її захопити лише у 1881 році. При цьому загинуло кілька тисяч захисників фортеці. Падіння фортеці відкрило росіянам шлях на Ашгабад та Мерв. День пам’яті загиблих (Хатира гюні) відзначається як національне свято 12 січня. У 2008 році отримало статус міста.

## Економіка
У радянські часи Гекдепе був аграрним центром, де вирощували овочі, виноград та робили вино.

## Пам’ятки
Від фортеці залишились лише фрагменти стін. Однак за ними у 1995 році до хаджу Туркменбаші у Мекку тут збудували мечеть Сапурмурат-хаджі. На території мечеті знаходиться музей.
В окрузі Гекдепе є археологічна пам’ятка – неолітична стоянка Песседжик-Тепе.